# XVII съезд ВКП(б)
XVII съезд ВКП(б) проходил в Москве с 26 января по 10 февраля 1934 и получил название «Съезд победителей». Также известен как «Съезд расстрелянных», так как более половины его делегатов было репрессировано в годы Большого террора. На нём был утверждён второй пятилетний план развития народного хозяйства СССР на период с 1933 по 1937 годы. На Съезде присутствовало 1966 делегатов, из них: 1227 с решающим голосом, 739 с совещательным голосом, представлявших 1 872 488 членов партии и 935 298 кандидатов. Официозное название «съезд победителей», как полагает академик А. И. Фурсов, имеет иронический подтекст, подразумевая «победителей» над расстрелянными, то есть тех, кто в карьеристских и иных корыстных целях «подсидел», донёс и другим способом добился ареста и расстрела однопартийцев и, таким образом, сами избежали чистки. С этим съездом было связано введение в СССР т. н. «тайного голосования» вместо «голосования с места» поднятием рук, поскольку в ходе открытого голосования стало бы очевидным насколько непопулярной среди партийцев является фигура Сталина (впоследствии «тайное голосование» стало инструментом с помощью которого Сталин и все последующие вожди всюду ставили только «своих» людей). Голосование на съезде было поставлено под полный контроль ОГПУ, но даже в таких условиях против Сталина было подано очень много голосов, и подводя итоги съезда в закрытом совещании со своими приспешниками Сталин сказал свою знаменитую фразу: «Важно — не как проголосуют, важно — кто будет считать». Бюллетени с голосами против Сталина были изъяты (затем они будут подшиты к уголовным делам расстрелянных как основное изобличающее вещественное доказательство их «контрреволюционных замыслов») и заменены на нужные Сталину. С этим связано окончательное поражение и утрата влияния «старыми большевиками» в ВКП(б). Также на съезде была ликвидирована ЦКК, то есть высший партийный суд — единственный в СССР орган, в который можно было официально пожаловаться на Сталина, на ЦК партии и вообще на любых партийных начальников. Вместо неё создали Комиссию партийного контроля и контрразведки, которая занималась выискиванием «шпионов» во внутренних рядах, и в которую можно было теперь пожаловаться только на рядовых членов партии и аппаратчиков не выше среднего звена. Кроме того, на съезде была упразднена должность «генерального секретаря», Сталин стал просто «вождём», теперь его даже чисто формально невозможно было ни сместить, ни привлечь к какой-либо ответственности никакими голосованиями, поскольку он теперь даже юридически стоял вне партийной и властной иерархии.

## Распределение мандатов
«Работники центральных учреждений, не считая членов ЦК и ЦКК, получили 166 мандатов, или 23 %, члены ЦК и ЦКК получили 175 мандатов, или 24 %, и местные парторганизации получили 395 мандатов, или 53 %»; среди делегатов было 60 % рабочих и 8 % крестьян; делегатов, работавших в партийных органах было 40 %, работников советско-административных органов — 10,2 %, работников сельского хозяйства — 10 %, военных органов — 7,3 % и работников транспорта — 6 %".

## Порядок дня

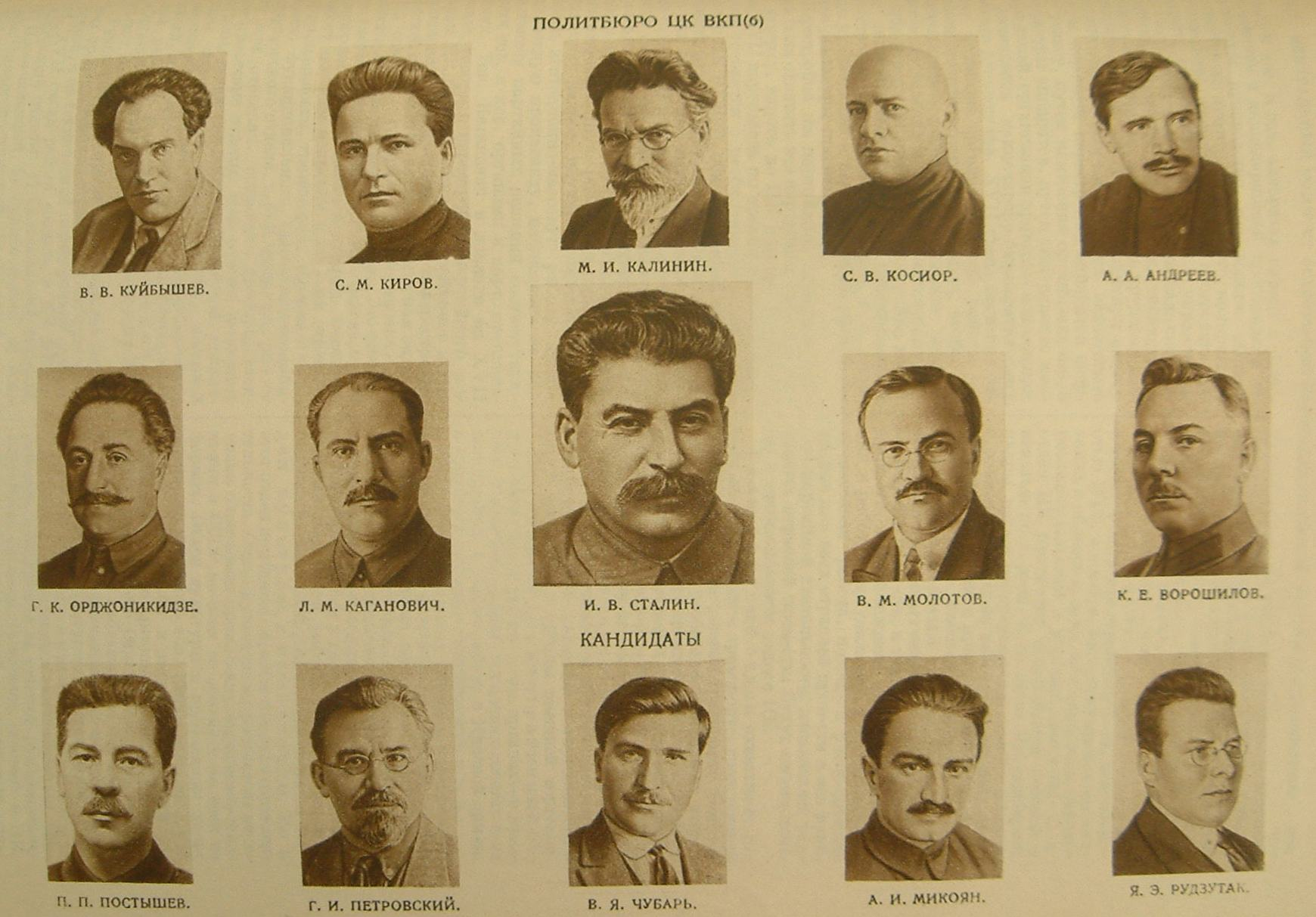
Политбюро, избранное на состоявшемся 10 февраля 1934 года Пленуме ЦК ВКП(б)

1. Отчётный доклад ВКП(б) (И. В. Сталин)
2. Отчётный доклад Центральной ревизионной комиссии (М. Ф. Владимирский)
3. Отчётный доклад ЦКК—РКИ (Я. Э. Рудзутак)
4. Отчёт делегации ВКП(б) в ИККИ (Д. З. Мануильский)
5. План второй пятилетки (В. М. Молотов и В. В. Куйбышев)
6. Организационные вопросы (партийное и советское строительство) (Л. М. Каганович)
7. Выборы центральных органов партии

## Отчётный доклад ЦК

### Международное положение
Отчётный доклад ЦК съезду по традиции открывался обзором международного положения, в котором Сталин подчеркнул, что следствием Великой депрессии стало обострение «отношений как между капиталистическими странами, так и внутри этих стран». Он отметил, что низшую точку кризиса капиталистические страны прошли в 1932 году, добившись небольшой рецессии за счет роста эксплуатации рабочих и особенно сельского хозяйства, цены на продукцию которого сильно снизились, а также слабых стран, которые были вынуждены снизить цены на сырьё. Однако общий кризис капитализма не изжит, он превратился в депрессию.
Война Японии с Китаем и оккупация Маньчжурии, обострившие отношения на Дальнем Востоке; победа фашизма в Германии и торжество идеи реванша, обострившие отношения в Европе; выход Японии и Германии из Лиги наций, давший новый толчок росту вооружений и подготовке к империалистической войне; поражение фашизма в Испании, лишний раз указывающее на то, что революционный кризис назревает и фашизм далеко не долговечен, — таковы важнейшие факты отчетного периода. Не удивительно, что буржуазный пацифизм дышит на ладан, а разоружительные тенденции открыто и прямо сменяются тенденциями вооружения и довооружения". «Фашизм стал модным товаром среди воинствующих буржуазных политиков», поскольку отчаянным стало положение трудящихся. Количество безработных в Англии достигло 3 млн, в Германии 5 млн, в США 10 млн, к которым надо добавить частично безработных, массы разорившихся крестьян", — сказал Сталин.
Он объявил о готовности страны вступить в Лигу Наций (что и произошло в 1934 году). Приход  нацистов к власти в Германии он расценил «как признак того, что буржуазия не в силах больше найти выход из нынешнего положения на базе мирной внешней политики, ввиду чего она вынуждена прибегнуть к политике войны… Как видите, дело идет к новой империалистической войне как к выходу из нынешнего положения».
Сталин обрисовал четыре вероятных сценария будущей войны.
1. Война против одной из великих держав с целью поправить дела за её счёт. «Во время первой империалистической войны тоже хотели уничтожить одну из великих держав — Германию и поживиться за её счет… Германию они не уничтожили, но посеяли в Германии такую ненависть к победителям и создали такую богатую почву для реванша, что до сих пор ещё не могут, да, пожалуй, не скоро ещё смогут расхлебать ту отвратительную кашу, которую сами же заварили».
2. Война против слабой в военном отношении, но обширной в смысле рынка стран, — например, Китая. «В начале XIX века точно так же смотрели на Италию и Германию, как смотрят теперь на Китай, то есть считали их „неорганизованными территориями“, а не государствами, и порабощали их… Из этого получились, как известно, войны Германии и Италии за независимость и объединение этих стран в самостоятельные государства».
3. Война «высшей расы» (германцев) против «низшей» (славян). «Старый Рим точно так же смотрел на предков нынешних германцев и французов, …третировал их „низшей расой“, „варварами“, призванными быть в вечном подчинении „высшей расе“, „великому Риму“, причем, — между нами будь сказано, — старый Рим имел для этого некоторое основание, чего нельзя сказать о представителях нынешней „высшей расы“. А вышло, что… „варвары“ объединились против общего врага и с громом опрокинули Рим».
4. Война против СССР. «Одна такая война против СССР уже была… 15 лет тому назад. Как известно, всеми уважаемый Черчилль облек тогда эту войну в поэтическую формулу — „нашествие 14 государств“. Вы помните, конечно, что эта война сплотила всех трудящихся нашей страны в единый лагерь самоотверженных бойцов, грудью защищавших свою рабоче-крестьянскую родину от внешних врагов. Вы знаете, чем она кончилась. Она кончилась изгнанием интервентов из нашей страны и созданием революционных „Комитетов действия“ в Европе».

Докладчик отметил, что с ростом мощи Советского Союза меняется отношение к нему капиталистических стран. Со многими соседними государствами на западе и на юге заключены пакты о ненападении, улучшились отношения с Францией, Италией, Польшей, установлены дипломатические отношения с США. Упрёк германских политиков в том, что СССР, вступив в союзнические отношения с Францией и Польшей, из противника Версальского мира превратился в его сторонника, Сталин парировал так: «Не нам, испытавшим позор Брестского мира, воспевать Версальский договор. Мы не согласны только с тем, чтобы из-за этого договора мир был ввергнут в пучину новой войны… У нас не было ориентации на Германию, так же как у нас нет ориентации на Польшу и Францию. Мы ориентировались в прошлом и ориентируемся в настоящем на СССР и только на СССР. И если интересы СССР требуют сближения с теми или иными странами, не заинтересованными в нарушении мира, мы идем на это дело без колебаний».
«Мы стоим за мир и отстаиваем дело мира. Но мы не боимся угроз и готовы ответить ударом на удар поджигателей войны. Кто хочет мира и добивается деловых связей с нами, тот всегда найдет у нас поддержку. А те, которые попытаются напасть на нашу страну, — получат сокрушительный отпор, чтобы впредь неповадно было им совать свое свиное рыло в наш советский огород».
В то же время Сталин не исключал возможности нападения внешних врагов и поставил задачу создать «базу хлебного производства на Волге», давая понять, что традиционные регионы производства зерна (Украина, Северный Кавказ, Черноземье) могут оказаться в зоне боевых действий.

### Рывок экономики вперёд
Перейдя к отчёту о внутренней политике ЦК со времени XVI съезда, Сталин указал, что «СССР за этот период преобразовался в корне, сбросив с себя обличье отсталости и средневековья. Из страны аграрной он стал страной индустриальной. Из страны мелкого единоличного сельского хозяйства он стал страной коллективного крупного механизированного сельского хозяйства. Из страны темной, неграмотной и некультурной он стал — вернее, становится — страной грамотной и культурной, покрытой громадной сетью низших, средних и высших школ, действующих на языках национальностей СССР».
Говоря об индустриализации страны, Сталин обратил внимание на то, что «созданы новые отрасли производства», перечислив 14 из них.
Он сказал о том, что «пущены в ход за этот период тысячи вполне современных промышленных предприятий», упомянув названия восьми «гигантов» индустрии. Упомянул он и то, что были «реконструированы на базе новой техники тысячи старых предприятий».

#### Переход колхозов из коммун в артельную форму
В сельском хозяйстве Сталин объявил вынужденный отказ от уравниловки коммун: «коммуны фактически перешли на положение артелей. И в этом нет ничего плохого, ибо этого требуют интересы здорового развития массового колхозного движения». Сталин провозгласил артель при нынешних условиях (1934 год) «единственно правильной формой колхозного движения».
Однако, в теории коммуны оставлены «высшей формой колхозного движения», но лишь в будущем, «на базе более развитой техники и обилия продуктов»: 

«Будущая коммуна вырастет из развитой и зажиточной артели. Будущая сельскохозяйственная коммуна возникнет тогда, когда на полях и в фермах артели будет обилие зерна, скота, птицы, овощей и всяких других продуктов, когда при артелях заведутся механизированные прачечные, современные кухни-столовые, хлебозаводы и т. д., когда колхозник увидит, что ему выгоднее получать мясо и молоко с фермы, чем заводить свою корову и мелкий скот, когда колхозница увидит, что ей выгоднее обедать в столовой, брать хлеб с хлебозавода и получать стиранное белье из общественной прачечной, чем самой заниматься этим делом». 

## Ход съезда
Съезд открыл В. М. Молотов, закрыл М. И. Калинин. В прениях выступило около 120 делегатов, в частности, Роберт Эйхе.
31 января было оглашено сообщение о гибели 30 января стратостата «Осоавиахим-1». Память погибших стратонавтов была почтена минутой молчания и принято решение об их захоронении в Кремлёвской стене.

## Решения Съезда

### В области политического строительства
Принятые документы:
- 1. По отчету Центрального комитета ВКП(б)

Одобрить политическую линию и практическую работу ЦК ВКП(б), а также отчётный доклад товарища Сталина и предложить всем парторганизациям руководствоваться в своей работе положениями и задачами, выдвинутыми в докладе товарища Сталина.
- 2. По отчёту Центральной ревизионной комиссии

Утверждён отчёт Центральной ревизионной комиссии
- 3. По отчёту ЦКК-РКИ

Одобрена деятельность ЦКК-РКИ.
- 4. По отчёту делегации ВКП(б) в Исполнительном комитете коммунистического интернационала

Одобрена политическая линия и практическая работа делегации ВКП(б) в Коминтерне.

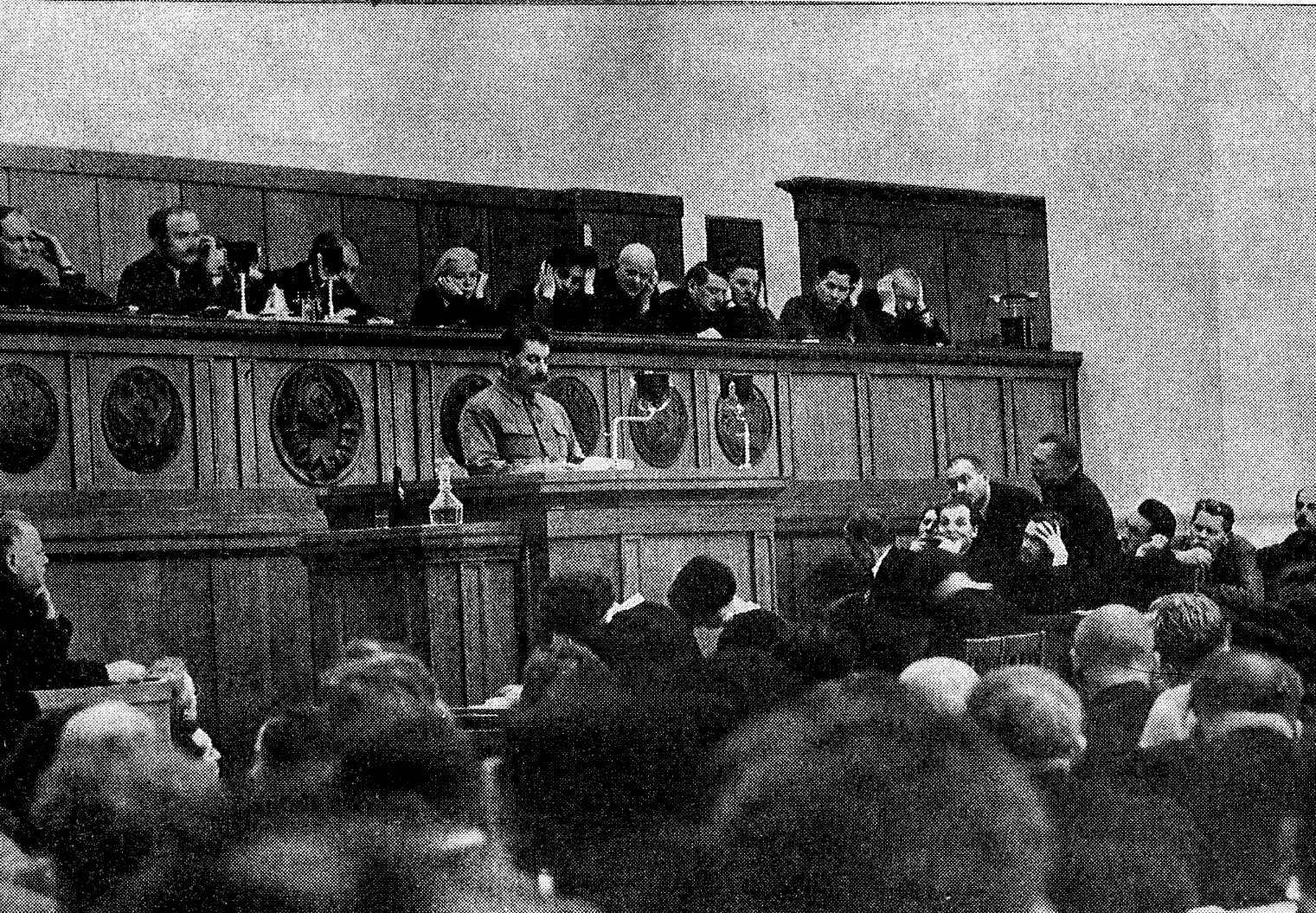
Первый день работы съезда. Отчётный доклад И. В. Сталина
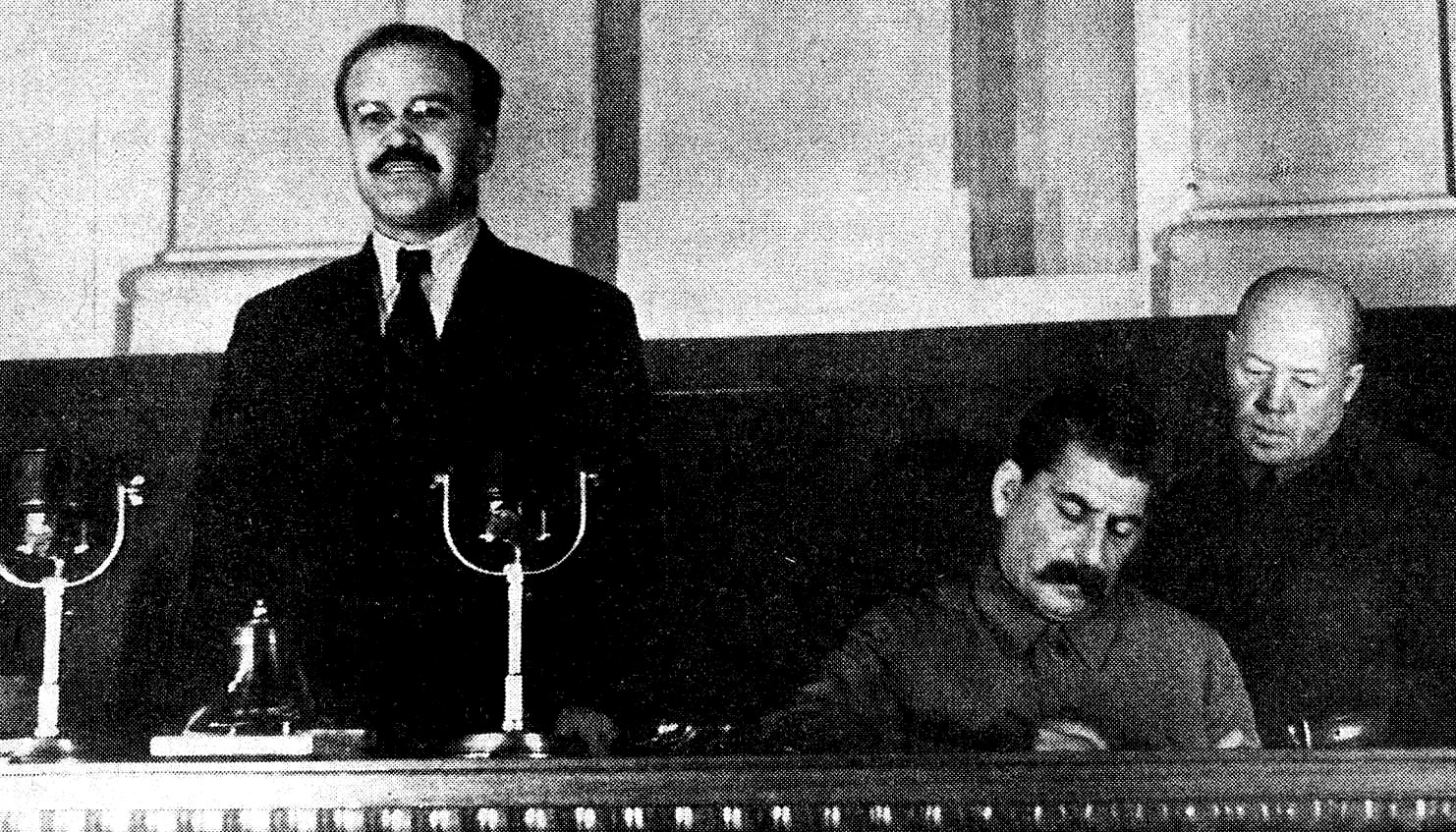
В президиуме XVII съезда. В. М. Молотов, И. В. Сталин, А. Н. Поскрёбышев
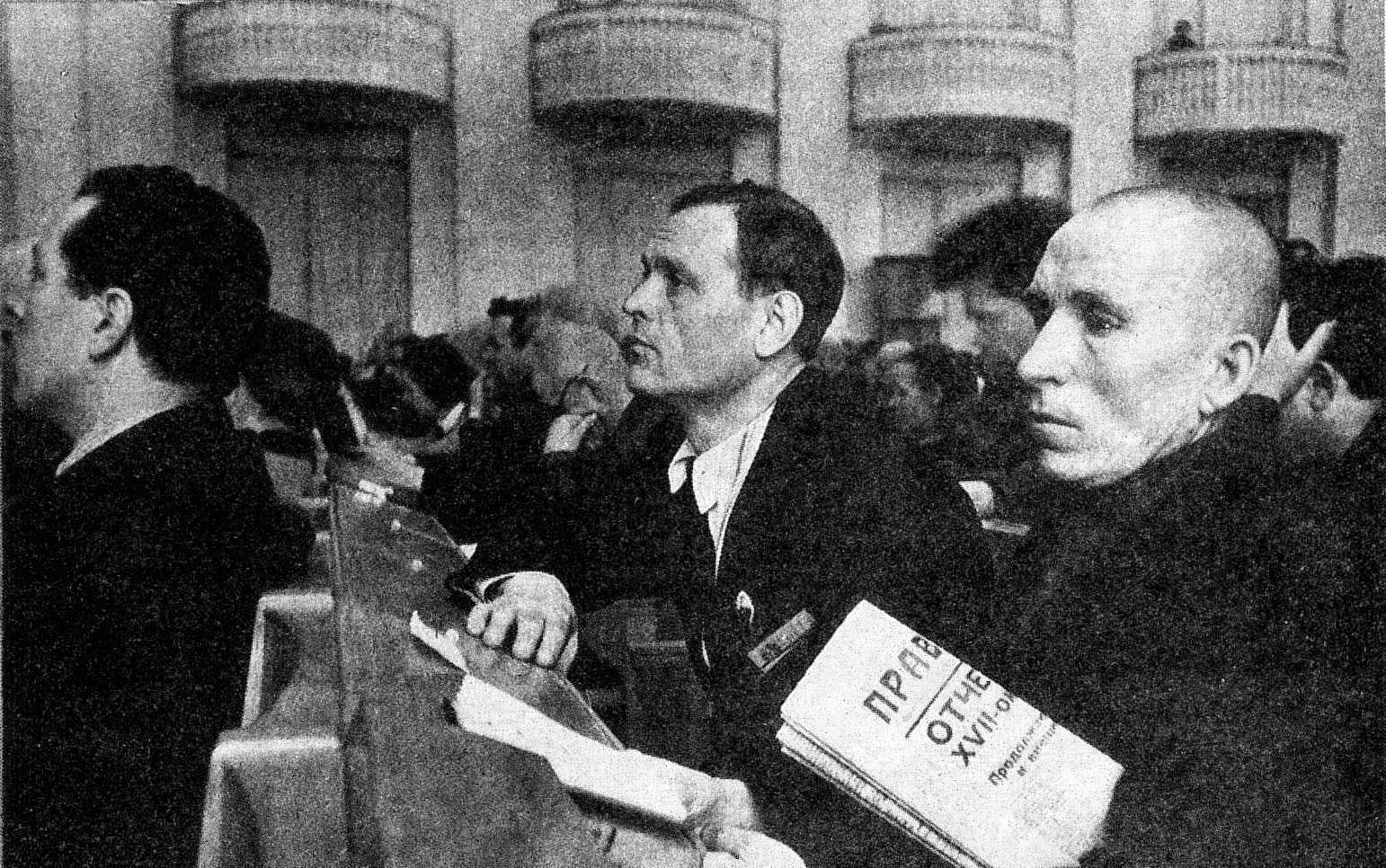
В зале заседаний съезда

### В области экономического развития
Подведены итоги первой пятилетки, определены направления реализации второго пятилетнего плана, предусматривавшего превращение СССР в «технико-экономически независимую страну и в самое передовое в техническом отношении государство в Европе».
Принятые документы:

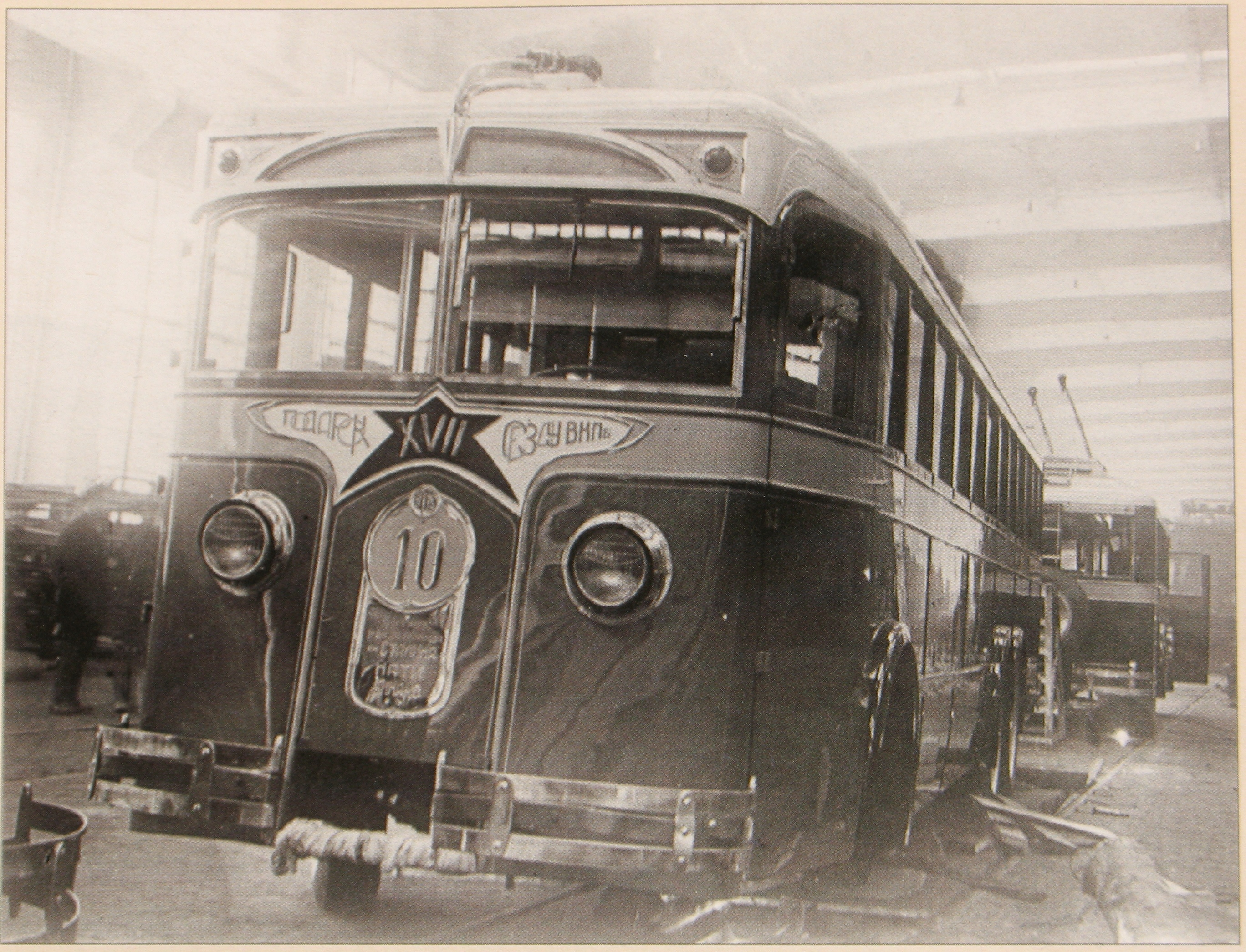
Первый московский троллейбус «Подарок 17 съезду ВКП(б)»

- 5. О втором пятилетнем плане развития народного хозяйства СССР (1933—1937 гг.)

Утверждена программа завершения технической реконструкции всего народного хозяйства и роста продукции во втором пятилетии, представленная Госпланом СССР и принятой ЦК ВКП(б) и СНК СССР.
Установлены:
 — контрольные цифры по объёму продукции;
 — направления осуществления технической реконструкции народного хозяйства;
 — меры по росту производительности труда и снижению себестоимости;
 — рост продукции по всему сельскому хозяйству (в 2 раза);
 — меры по полному завершению коллективизации и осуществлению технической реконструкции всего сельского хозяйства;
 — рост грузооборота основных видов транспорта;
 — направления технической реконструкции транспорта и связи;
 — направления (программа) подготовки кадров;
 — необходимость широчайшего развёртывания работы научно-технических институтов и в особенности заводских лабораторий;
 — общий объём капитальных работ по народному хозяйству на второе пятилетие в размере 133,4 млрд руб. (в ценах 1933 г.) против 50,5 млрд за первую пятилетку;
 — ввод в эксплуатацию новых и реконструированных предприятий за второе пятилетие общей стоимостью в 132 млрд руб. против 38,6 млрд руб. в первой пятилетке;
 — важнейшие стройки;
 — направления размещения производительных сил (в том числе создание новых опорных баз индустриализации в восточных районах Союза (Урал, Западная и Восточная Сибирь, Башкирия, ДВК, Казахстан и Средняя Азия);
 — программа повышения материального и культурного уровня рабочих и крестьян, и задачи в области повышения материального и культурного уровня жизни рабочих и трудящихся деревни.
- Съезд определил, что второй пятилетний план развития народного хозяйства должен решить 5 задач:

1. Ликвидацию капиталистических элементов и классов вообще, окончательную ликвидацию, на основе полного завершения коллективизации крестьянских хозяйств и кооперирования всех кустарей, частной собственности на средства производства; ликвидацию многоукладности экономики Советского Союза и установление социалистического способа производства как единственного способа производства, с превращением всего трудящегося населения страны в активных и сознательных строителей социалистического общества;
2. Завершение технической реконструкции всего народного хозяйства СССР на базе, созданной в период первой пятилетки и идущей по пути дальнейшего быстрого подъёма промышленности, производящей средства производства (тяжёлой промышленности);
3. Более быстрый подъём благосостояния рабочих и крестьянских масс и при этом решительное улучшение всего жилищного и коммунального дела в СССР;
4. Укрепление экономических и политических позиций пролетарской диктатуры на основе союза рабочего класса с крестьянством для окончательной ликвидации капиталистических элементов и классов вообще;
5. Дальнейшее укрепление обороноспособности страны.
6. Организационные вопросы (партийное и советское строительство).

### Организационные вопросы (партийное и советское строительство)
Приняты решения:
- о разукрупнении административного деления (ликвидация округов и создание новых районов); разукрупнении ряда наркоматов (ВСНХ, Наркомзема, Наркомторга и НКПС); разукрупнении профсоюзов; организации политотделов на транспорте и системы парторгов в топливной промышленности; чистке советских и хозяйственных органов, сокращение их штатов; очередной чистке партии.
- о возобновлении приёма в партию после окончания чистки, со второй половины 1934 г.; преобразовании партийные ячейки в партийные организации.
- о перестроении системы управления в партии, преобразовав секретариаты и отделы на всех партийных уровнях; продолжении организации политотделов в МТС, совхозах и на транспорте.
- о ликвидации функциональной системы управления на территориально-производственную, создании управленческую вертикаль в промышленных наркоматах.
- о переходе от коллегиальной системы управления к системе личного руководства (в наркоматах, облисполкомах, Совнаркомах республик и в горсоветах иметь руководителя и не более двух заместителей)
- о преобразовании контрольных органов, в частности, создав вместо ЦКК Комиссии партконтроля при ЦК, а руководителя Комиссии советского контроля наделять должностью заместителя председателя Совнаркома.

Принята новая редакция Устава ВКП(б).

### Выборы
На Съезде избраны:
- Центральный Комитет: 71 член, 68 кандидатов в члены ЦК
- Центральная ревизионная комиссия: 22 человека
- Комиссия партийного контроля: 61 человек
- Комиссия советского контроля: 70 человек

Большинство делегатов репрессированы через несколько лет.
Персональный состав членов Центрального Комитета ВКП(б), избранного съездом 9 февраля 1934 года:
1. Алексеев, Пётр Алексеевич (1893—1937)
2. Андреев, Андрей Андреевич (1895—1971)
3. Антипов, Николай Кириллович (1894—1938)
4. Бадаев, Алексей Егорович (1883—1951)
5. Балицкий, Всеволод Аполлонович (1892—1937)
6. Бауман, Карл Янович (1892—1937)
7. Берия, Лаврентий Павлович (1899—1953)
8. Бубнов, Андрей Сергеевич (1884—1938)
9. Варейкис, Иосиф Михайлович (1894—1938)
10. Ворошилов, Климент Ефремович (1881—1969)
11. Гамарник, Ян Борисович (1894—1937)
12. Евдокимов, Ефим Георгиевич (1891—1940)
13. Ежов, Николай Иванович (1895—1940)
14. Енукидзе, Авель Сафронович (1877—1937)
15. Жданов, Андрей Александрович (1896—1948)
16. Жуков, Иван Павлович (1889—1937)
17. Зеленский, Исаак Абрамович (1890—1938)
18. Иванов, Владимир Иванович (1893—1938)
19. Икрамов, Акмаль Икрамович (1898—1938)
20. Кабаков, Иван Дмитриевич (1891—1937)
21. Каганович, Лазарь Моисеевич (1893—1991)
22. Каганович, Михаил Моисеевич (1888—1941)
23. Калинин, Михаил Иванович (1875—1946)
24. Картвелишвили, Лаврентий Иосифович (1890—1938)
25. Киров, Сергей Миронович (1886—1934)
26. Кнорин, Вильгельм Георгиевич (1890—1938)
27. Кодацкий, Иван Фёдорович (1893—1937)
28. Косарев, Александр Васильевич (1903—1939)
29. Косиор, Иосиф Викентьевич (1893—1937)
30. Косиор, Станислав Викентьевич (1889—1939)
31. Кржижановский, Глеб Максимилианович (1872—1959)
32. Криницкий, Александр Иванович (1894—1937)
33. Крупская, Надежда Константиновна (1869—1939)
34. Куйбышев, Валериан Владимирович (1888—1935)
35. Лебедь, Дмитрий Захарович (1893—1937)
36. Литвинов, Максим Максимович (1876—1951)
37. Лобов, Семён Семёнович (1888—1937)
38. Любимов, Исидор Евстигнеевич (1882—1937)
39. Мануильский, Дмитрий Захарович (1883—1959)
40. Межлаук, Валерий Иванович (1893—1938)
41. Микоян, Анастас Иванович (1895—1978)
42. Мирзоян, Левон Исаевич (1897—1939)
43. Молотов, Вячеслав Михайлович (1890—1986)
44. Николаева, Клавдия Ивановна (1893—1944)
45. Носов, Иван Петрович (1888—1937)
46. Орджоникидзе, Григорий Константинович (1886—1937)
47. Петровский, Григорий Иванович (1878—1958)
48. Постышев, Павел Петрович (1887—1939)
49. Пятаков, Георгий Леонидович (1890—1937)
50. Пятницкий, Осип Аронович (1882—1938)
51. Разумов, Михаил Осипович (1894—1937)
52. Рудзутак, Ян Эрнестович (1887—1938)
53. Румянцев, Иван Петрович (1886—1937)
54. Рухимович, Моисей Львович (1889—1938)
55. Рындин, Кузьма Васильевич (1893—1938)
56. Сталин, Иосиф Виссарионович (1878—1953)
57. Стецкий, Алексей Иванович (1896—1938)
58. Сулимов, Даниил Егорович (1890—1937)
59. Уханов, Константин Васильевич (1891—1937)
60. Хатаевич, Мендель Маркович (1893—1937)
61. Хрущёв, Никита Сергеевич (1894—1971)
62. Чернов, Михаил Александрович (1891—1938)
63. Чубарь, Влас Яковлевич (1891—1939)
64. Чувырин, Михаил Евдокимович (1883—1947)
65. Чудов, Михаил Семёнович (1893—1937)
66. Шверник, Николай Михайлович (1888—1970)
67. Шеболдаев, Борис Петрович (1895—1937)
68. Эйхе, Роберт Индрикович (1890—1940)
69. Ягода, Генрих Григорьевич (1891—1938)
70. Якир, Иона Эммануилович (1896—1937)
71. Яковлев, Яков Аркадьевич (1896—1938)[12].

### Подсчёт голосов на выборах

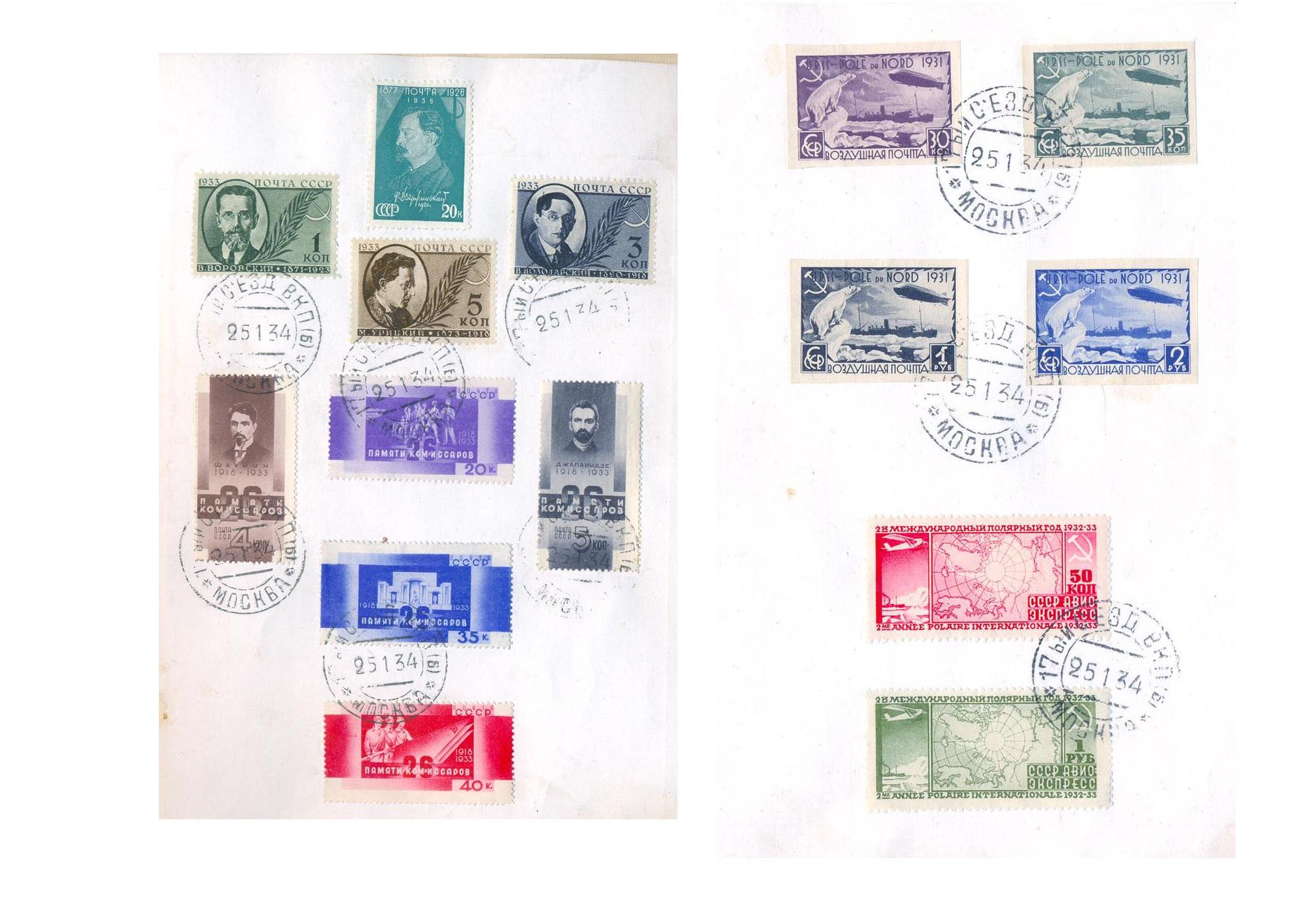
Листы из подарочного филателистического альбома «Делегату XVII съезда ВКП(б)». Специальное гашение «17-й съезд ВКП(б), 25.01.34, Москва». Филателистическая редкость. Альбомы вручались делегатам съезда, практически все из которых впоследствии были объявлены врагами народа и репрессированы

Для подсчёта голосов на выборах в центральные органы партии съезд избрал комиссию в составе 63 делегатов. Председателем комиссии был избран делегат от киевской парторганизации В. П. Затонский, секретарём — делегат от ленинградской парторганизации М. А. Освенский. Остальные 61 человек были распределены так, что за каждой из 13 урн для голосования было закреплено по 4—5 членов счётной комиссии:115, 120.
Согласно материалам счётной комиссии, в голосовании могли принять участие 1225 делегатов с правом решающего голоса. Однако, согласно протоколу от 10 февраля 1934 года, счетная комиссия установила, «что общее число поданных голосов на XVII съезде ВКП(б) составляет 1059», то есть на 166 голосов меньше числа делегатов с правом решающего голоса:116, 120.
К протоколу приложен «Список членов и кандидатов ЦК ВКП(б), предлагаемый совещанием представителей всех делегаций съезда», в котором указано число голосов, поданных «за» ту или иную кандидатуру. Согласно этому документу, все предложенные кандидатуры получили абсолютное большинство голосов «за». Из них только двое были избраны единогласно — М. И. Калинин и И. Ф. Кодацкий. «За» И. В. Сталина было подано 1056 голосов (следовательно, «против» было 3 голоса), «за» С. М. Кирова — 1055 (то есть «против» 4). Наименьшее число голосов «за» по списку ЦК ВКП(б) получил Я. А. Яковлев — 941 («против» 118), по списку кандидатов в члены ЦК — М. П. Томский («за» 801, «против» 258):118—121.
Официально итоги выборов были объявлены 10 февраля 1934 года на заседании съезда и 11 февраля в печати. В том же году они были опубликованы в стенографическом отчете о работе съезда. Однако при этом не сообщалось количество голосов, поданных «за» и «против» каждого кандидата:117.
В 1960-е годы в печати появились сообщения о возможной фальсификации итогов голосования на этих выборах. Основным источником этой версии были выступления В. М. Верховых, который был членом счётной комиссии съезда. В архиве сохранилась докладная записка В. М. Верховых в Комитет партийного контроля при ЦК КПСС от 23 ноября 1960 г., в которой он писал: «Будучи делегатом XVII партсъезда.., я был избран в счетную комиссию. Всего было избрано 65 или 75 человек, точно не помню. Тоже не помню, сколько было урн — 13 или 15… В голосовании должно было участвовать 1225 или 1227. Проголосовало же 1222. В итоге голосования наибольшее количество голосов „против“ имели Сталин, Молотов, Каганович, каждый имел более 100 голосов „против“, точно теперь не помню…, но, кажется, Сталин 125 или 123». В этой же записке В. М. Верховых сообщал, что «в процессе работы съезда в ряде делегаций были разговоры о Генеральном секретаре ЦК. В беседе с Косиором последний мне сказал: некоторые из нас говорили с Кировым, чтобы он дал согласие быть Генеральным секретарем. Киров отказался, сказав: надо подождать, все уладится»:114.
Однако показания двух других членов счётной комиссии XVII съезда, доживших до начала 60-х годов, — Н. В. Андреасяна и С. О. Викснина — не совпадают и между собой, и с показанием В. М. Верховых. Н. В. Андреасян в своем объяснении от 12 ноября 1960 г. писал: «Помню наше возмущение по поводу того, что в списках для тайного голосования были случаи, когда фамилия Сталина оказалась вычеркнутой. Сколько было таких случаев, не помню, но, кажется, не больше трех фактов». С. О. Викснин сообщал 14 января 1961 г.: «Сколько против Сталина было подано голосов — не помню, но отчетливо припоминаю, что он получил меньше всех голосов „за“»:117.
Когда в 1989 году вновь был поднят вопрос о фальсификации итогов голосования на XVII съезде ВКП(б), в живых уже не было ни одного члена счетной комиссии этого съезда:121. 35 из них были расстреляны.

## Судьба делегатов

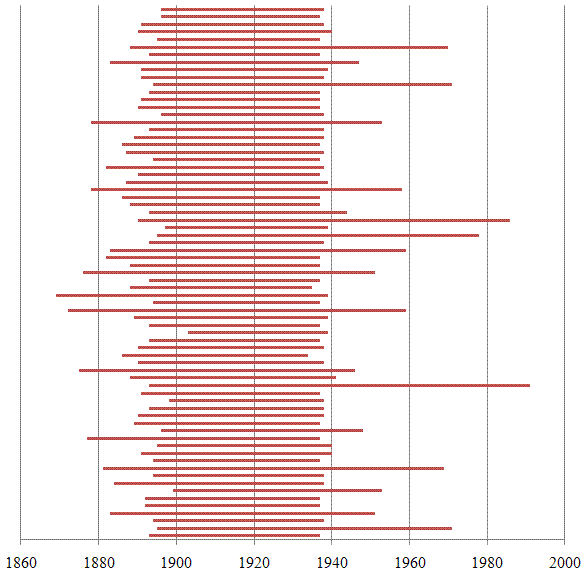
Годы жизни членов ЦК, избранных съездом

В своём отчётном докладе, зачитанным перед съездом, Сталин обрушился с резкой критикой на «партийных бюрократов» и другие «подрывные элементы», мешающие нормальному функционированию партии. В качестве заключения, он заявил следующее:

Было бы наивно думать, что можно побороть эти трудности при помощи резолюций и постановлений. Бюрократы и канцеляристы давно уже набили руку на том, чтобы на словах продемонстрировать верность решениям партии и правительства, а на деле - положить их под сукно.
...
 Помимо неисправимых бюрократов и канцеляристов, насчет устранения которых у нас нет никаких разногласий, есть у нас еще два типа работников, которые тормозят нашу работу, мешают нашей работе и не дают нам двигаться вперед. Один тип работников - это люди с известными заслугами в прошлом, люди, ставшие вельможами, люди, которые считают, что партийные и советские законы писаны не для них, а для дураков. Это те самые люди, которые не считают своей обязанностью исполнять решения партии и правительства и которые разрушают, таким образом, основы партийной и государственной дисциплины. На что они рассчитывают, нарушая партийные и советские законы? Они надеются на то, что Советская власть не решится тронуть их из-за их старых заслуг. Эти зазнавшиеся вельможи думают, что они незаменимы и что они могут безнаказанно нарушать решения руководящих органов. — XVII съезд Всесоюзной Коммунистической партии (большевиков). Стенографический отчет
Н. С. Хрущёв, в своем докладе на закрытом заседании XX съезда КПСС, сообщил:
«Из 1956 делегатов… 1108 были арестованы по обвинению в контрреволюционных преступлениях (56,6 )».
Известный исследователь советской системы М. С. Восленский пишет:

В том числе были, по официально принятому термину, «незаконно репрессированы» 97 членов и кандидатов в члены ЦК партии, избранного на XVII съезде (из общего числа 139 человек); кроме того, 5 покончили жизнь самоубийством и 1 (Киров) был убит в результате покушения. Из этих 97 уничтоженных (почти 70 % состава ЦК) 93 были ликвидированы в 1937—1939 гг. Убивали их зачастую целыми группами: более половины из них были расстреляны за 8 дней.— Михаил Восленский, «Номенклатура», глава 7, раздел 14

## Комментарии
1. ↑  Вопреки традиции проводить партийные
съезды ежегодно, между 1930 и 1934 гг. съездов не было[1]
2. ↑  Из 139 членов и кандидатов в члены ЦК партии, избранных на XVII съезде партии, 70 % были арестованы и расстреляны в 1937—1938 гг. как «враги народа». Из 1966 делегатов того же съезда с решающим и совещательным голосом было осуждено за контрреволюционные выступления более половины — 1108 человек (источник см. в следующей сноске).